# S/2004 S 28
S/2004 S 28 — естественный спутник Сатурна. Его открытие было объявлено 7 октября 2019 года Скоттом Шеппардом, Дэвидом Джуиттом и Дженом Клина из наблюдений, сделанных между 12 декабря 2004 года и 21 марта 2007 года.
Диаметр S/2004 S 28 — около 4 км, большая полуось — 21 791 300 км, период обращения — 1197,2 земных суток. обращается вокруг Сатурна с прямым направлением под наклоном 171° к плоскости эклиптики, эксцентриситет орбиты — 0,133. S/2004 S 28 принадлежит к Скандинавской группе.